# NGC 6635
NGC 6635 est une vaste galaxie lenticulaire située dans la constellation d'Hercule. Sa vitesse par rapport au fond diffus cosmologique est de 5 112 ± 16 km/s, ce qui correspond à une distance de Hubble de 75,4 ± 5,3 Mpc (∼246 millions d'al). NGC 6635 a été découverte par l'astronome allemand Albert Marth en 1863.